# Занго, Юг Фабрис
Юг Фабрис Занго (англ. Hugues Fabrice Zango; род. 25 июня 1993, Уагадугу) — африканский легкоатлет, представляющий Буркина-Фасо, который специализируется в тройном прыжке, бронзовый призёр Олимпийских игр 2020 года, чемпион мира 2023 года, серебряный призёр чемпионата мира 2022 года, бронзовый призёр чемпионата мира 2019 года, чемпион Африканских игр 2019 года, чемпион Африки 2018 года, призёр двух летних Универсиад. Участник летних Олимпийских игр 2016, 2020 и 2024 годов. Единственный призёр Олимпийских игр в истории Буркина-Фасо.

## Карьера
Дебют на международных соревнованиях по легкой атлетике состоялся на летней Универсиаде 2013 года, где он выступал в тройном прыжке. В финале Занго занял шестое место с прыжком на 15,96 метра. 
Следующим крупным соревнованием Занго была летняя Универсиада 2015 года, где он соревновался как в прыжках в длину, так и в тройном прыжке. В прыжке в длину лучший прыжок Занго был 6,73 метра. В тройном прыжке Занго квалифицировался в финал после прыжка на 16,59 метров в квалификационном раунде. В финале Занго прыгнул на 16,76 метра, что принесло ему серебряную медаль. 
На чемпионате Африки 2016 года он с прыжком на 16,81 м стал вторым. Через несколько месяцев принял участие в Олимпийских играх в Бразилии. С прыжком на 15,99 м не квалифицировался в финал. 
На летней Универсиаде в 2017 году он вновь завоевал серебряную медаль. В 2018 году стал чемпионом Африки. 
В 2019 году принял участие в Африканских играх в Марокко, где в секторе для тройного прыжка стал чемпионом.   
29 сентября 2019 года Занго в Дохе стал бронзовым призёром чемпионата мира в тройном прыжке, показав результат — 17,66 метра и уступив победителю 26 сантиметров. Это рекорд африканского континента. 
16 января 2021 года на соревнованиях на закрытом стадионе во французском Обьере прыгнул тройным на 18,07 м. Занго стал первым человеком в истории, прыгнувшим тройным в помещении дальше 18 метров. Это также стало рекордом Африки.
6 июля 2021 года в Венгрии показал свой лучший результат на открытых стадионах — 17,82 м.
На Олимпийских играх в Токио нёс флаг Буркина-Фасо на церемонии открытия, а 5 августа 2021 года занял третье место в тройном прыжке с результатом 17,47 м и принёс своей стране первую олимпийскую медаль в истории.
В 2023 году на чемпионате мира в Будапеште Занго выиграл золото в тройном прыжке с результатом 17,64 м.

## Основные результаты
| Год  | Соревнование                      | Место проведения         | Место  | Результат |
| ---- | --------------------------------- | ------------------------ | ------ | --------- |
| 2016 | Чемпионат Африки                  | Дурбан, ЮАР              | 2      | 16,81 м   |
| 2016 | Олимпийские игры                  | Рио-де-Жанейро, Бразилия | 34 (q) | 15,99 м   |
| 2018 | Чемпионат Африки                  | Асаба, Нигерия           | 1      | 17,11 м   |
| 2019 | Африканские игры                  | Рабат, Марокко           | 1      | 16,88 м   |
| 2019 | Чемпионат мира по лёгкой атлетике | Доха, Катар              | 3      | 17,66 м   |
| 2021 | Олимпийские игры в Токио          | Токио, Япония            | 3      | 17,47 м   |
| 2022 | Чемпионат мира по лёгкой атлетике | Юджин, США               | 2      | 17,55 м   |
| 2023 | Чемпионат мира по лёгкой атлетике | Будапешт, Венгрия        | 1      | 17,64 м   |